# Ганс фон Кесслер
Ганс фон Кесслер (нім. Hans von Koessler, угор. Koessler János; 1 січня 1853, Вальдек (Кемнат) — 23 травня 1926, Ансбах) — німецький композитор і музичний педагог. Двоюрідний брат Макса Регера.
Син вчителя, спочатку мав намір піти шляхом батька, отримав вчительську освіту і короткий час викладав у школі в Леонберзі, потім протягом трьох років працював органістом в Ноймаркті та лише у віці 21 року відправився в Мюнхен для отримання системної музичної освіти. Навчався у Йозефа Райнбергера як органіст і у Франца Вюльнера як хормейстер, а в 1877 був запрошений Вюльнером очолити Дрезденську консерваторію; викладав в ній хоровий спів, а з 1879 року також очолював дрезденський Лідертафель, з яким роком пізніше виграв міжнародний хоровий конкурс в Кельні. З 1882 року викладав орган і хор в будапештській Національної академії музики, надалі зайняв там само посаду професора катедри композиції; серед студентів Кесслера були Золтан Кодай, Бела Барток, Імре Кальман, Лео Вейнер, Ерньо фон Донаньї, Тівадар Санто. У 1908 році вийшов у відставку і після ряду подорожей, зроблених для власного задоволення, повернувся в Німеччину, влаштувавшись в Ансбаху. На межі 1910—20-х рр. на запрошення Донаньї знову деякий час викладав в Будапешті.
Композиторська спадщина фон Кесслера включає оперу, дві симфонії, скрипковий концерт, хори (зокрема, псалми), пісні, різні камерні ансамблі, серед яких виділяються фортеп'янний квінтет (1913), Другий струнний квартет і Сюїта для фортеп'яно, скрипки та альта. У камерній музиці Кесслера, на думку Екгардта ван ден Хоогена, поєднуються музичні традиції Йоганнеса Брамса і Антона Брукнера.